# Villepinte (Aude)
Villepinte é uma comuna francesa na região administrativa de Occitânia, no departamento de Aude. Estende-se por uma área de 15,4 km². Em 2010 a comuna tinha 1 314 habitantes (densidade: 85,3 hab./km²).